# Anouar Ait El Hadj
Anouar Ait El Hadj (Molenbeek, 20 aprile 2002) è un calciatore belga di origini marocchine, centrocampista dell'Union Saint-Gilloise.

## Carriera

### Club
Ha giocato nella prima divisione belga.

### Nazionale
Ha giocato nelle nazionali giovanili belghe Under-16, Under-17, Under-18 ed Under-21.

## Statistiche

### Presenze e reti nei club
Statistiche aggiornate al 25 maggio 2025.
| Stagione          | Squadra              | Campionato        | Campionato | Campionato | Coppe nazionali | Coppe nazionali | Coppe nazionali | Coppe continentali | Coppe continentali | Coppe continentali | Altre coppe | Altre coppe | Altre coppe | Totale | Totale | Totale |
| Stagione          | Squadra              | Comp              | Pres       | Reti       | Comp            | Pres            | Reti            | Comp               | Pres               | Reti               | Comp        | Pres        | Reti        | Pres   | Reti   |        |
| ----------------- | -------------------- | ----------------- | ---------- | ---------- | --------------- | --------------- | --------------- | ------------------ | ------------------ | ------------------ | ----------- | ----------- | ----------- | ------ | ------ | ------ |
| 2019-2020         | Anderlecht           | PL                | 2          | 0          | CB              | 0               | 0               | -                  | -                  | -                  | -           | -           | -           | 2      | 0      |        |
| 2020-2021         | Anderlecht           | PL                | 28         | 4          | CB              | 3               | 0               | -                  | -                  | -                  | -           | -           | -           | 31     | 4      |        |
| 2021-2022         | Anderlecht           | PL                | 27         | 2          | CB              | 6               | 0               | UECL               | 2                  | 0                  | -           | -           | -           | 35     | 2      |        |
| 2022-gen. 2023    | Anderlecht           | PL                | 3          | 1          | CB              | 2               | 0               | UECL               | 2                  | 0                  | -           | -           | -           | 7      | 1      |        |
| Totale Anderlecht | Totale Anderlecht    | Totale Anderlecht | 60         | 7          |                 | 11              | 0               |                    | 4                  | 0                  |             | -           | -           | 75     | 7      |        |
| 2022-gen. 2023    | RSCA Futures         | CPL               | 8          | 2          | -               | -               | -               | -                  | -                  | -                  | -           | -           | -           | 8      | 2      |        |
| gen.-giu. 2023    | Jong Genk            | CPL               | 3          | 0          | -               | -               | -               | -                  | -                  | -                  | -           | -           | -           | 3      | 0      |        |
| gen.-giu. 2023    | Genk                 | D1                | 10         | 0          | CB              | -               | -               | -                  | -                  | -                  | -           | -           | -           | 10     | 0      |        |
| 2023-2024         | Genk                 | D1                | 19         | 4          | CB              | 2               | 1               | UCL+UEL+UECL       | 2+0+4              | 0                  | -           | -           | -           | 27     | 5      |        |
| Totale Genk       | Totale Genk          | Totale Genk       | 29         | 4          |                 | 2               | 1               |                    | 6                  | 0                  |             | -           | -           | 37     | 5      |        |
| 2024-2025         | Union Saint-Gilloise | D1                | 28         | 5          | CB              | 2               | 0               | UCL+UEL            | 2+7                | 0                  | SB          | 0           | 0           | 39     | 5      |        |
| Totale carriera   | Totale carriera      | Totale carriera   | 128        | 18         |                 | 15              | 1               |                    | 19                 | 0                  |             | 0           | 0           | 162    | 19     |        |

## Palmarès
- Supercoppa del Belgio: 1

Union Saint-Gilloise: 2024
- Campionato belga: 1

Union Saint-Gilloise: 2024-2025